# Psyttalia sanctamariana
Psyttalia sanctamariana är en stekelart som först beskrevs av Fischer 1980.  Psyttalia sanctamariana ingår i släktet Psyttalia och familjen bracksteklar. Inga underarter finns listade i Catalogue of Life.